# Erich von Botzheim
Erich Gottfried Freiherr von Botzheim (* 10. Januar 1871 auf Schloss Mattsies; † 28. März 1958 in München) war ein deutscher Generalleutnant.

## Leben

### Herkunft
Er war ein Sohn des großherzoglich hessischen Oberleutnants Ferdinand von Botzheim (1837–1892), Herr auf Schloss und Gut Mattsies, das dessen Mutter Sophie Johanna Maria Freifrau von Botzheim 1854 erworben hatte, und von der aus Yverdon stammenden Sophie, geborene de Rougemont (1845–1915). Als sein Vater 1892 starb, gingen Schloss und Gut Mattsies an Erich von Botzheim und seine Geschwister Albert (1868–1955) und Luise (* 1873) als gemeinschaftlicher Besitz über. Die Geschwister verkauften den Besitz daraufhin an ihren Vetter Walter von Rougemont.

### Militärlaufbahn
Aus dem Kadettenkorps kommend trat Botzheim am 23. Juli 1889 als Portepeefähnrich in das 1. Fußartillerie-Regiment „vakant Bothmer“ der Bayerischen Armee ein und avancierte nach dem Besuch der Kriegsschule in München Anfang März 1891 zum Sekondeleutnant. Während seiner Kommandierung zu Ausbildungszwecken an die Artillerie- und Ingenieur-Schule erfolgte am 18. April 1893 seine Ernennung zum Kammerjunker. Ab Anfang Juli 1895 diente Botzheim als Regimentsadjutant und absolvierte nach seiner Beförderung zum Premierleutnant ab Oktober 1898 für drei Jahre die Kriegsakademie, die ihm die Qualifikation für die Höhere Adjutantur, den Referatsdienst und das Lehrfach aussprach.
Unter Beförderung zum Hauptmann stieg Botzheim Mitte August 1902 zum Kompaniechef auf und war zugleich im Spätherbst 1903 für knapp zwei Monate zur preußischen Fußartillerie-Schießschule in Jüterbog kommandiert. Am 10. Dezember 1904 ernannte Prinzregent Luitpold ihn zum Kämmerer. Vom 19. April 1905 bis zum 31. März 1906 war Botzheim bei der Artillerie- und Train-Depot-Direktion tätig und wurde anschließend Adjutant der Feldzeugmeisterei in München. In dieser Stellung erfolgte Anfang März 1911 seine Beförderung zum Major und Ende die Versetzung zum Stab des 1. Fußartillerie-Regiments „vakant Bothmer“. Zwei Monate später erhielt er das Kommando über eine Bataillon und war im November 1912 für einen Monat erneut zur preußischen Fußartillerie-Schießschule kommandiert. Am 21. Februar 1914 wurde Botzheim als Artillerieoffizier vom Platz nach Ulm versetzt und mit dem Beginn des Ersten Weltkriegs zum Chef des Stabes des Generals der Fußartillerie der Festung Ulm ernannt.
Nach dem Einmarsch in das neutrale Belgien war er ab Ende August 1914 Artillerieoffizier vom Platz des Gouvernements Namur und erhielt Mitte März 1915 den Rang und die Gebührnisse eines Regimentskommandeurs.  Anfang April 1915 trat Botzheim mit der Ernennung zum Kommandeur des I. Bataillons im Reserve-Fußartillerie-Regiment Nr. 3 in den Truppendienst zurück, wurde Ende Februar 1916 zunächst mit der Führung des Reserve-Fußartillerie-Regiments Nr. 2 beauftragt und wenige Tage später zum Regimentskommandeur ernannt. Er nahm an den Kämpfen an der Westfront teil, wurde Mitte April 1917 Oberstleutnant und am 22. Oktober 1917 zum Artillerie-Kommandeur Nr. 13 ernannt. Für sein Wirken während des Krieges zeichnete man ihn mit beiden Klassen des Eisernen Kreuzes und dem Militärverdienstorden III. Klasse mit Schwertern aus.
Nach Kriegsende und Auflösung seines Stabes wurde Botzheim Mitte Dezember 1918 zunächst in das 1. Fußartillerie-Regiment „vakant Bothmer“ rückversetzt und Ende Januar 1919 zum Artillerieoffizier vom Platz der Festung Ulm ernannt. Mit der Bildung der Vorläufigen Reichswehr wurde er Artillerieführer 22. Daran schlossen sich Verwendungen in gleicher Eigenschaft bei der Reichswehr-Brigade 24 sowie bei der Reichswehr-Schützen-Brigade 21 an, bevor er am 1. Oktober 1920 Artillerie-Führer der 7. Division wurde. Mit Rangdienstalter von diesem Tag erfolgte am 18. Dezember 1920 seine Beförderung zum Oberst. Am 1. Februar 1922 wurde Botzheim als Artillerieführer der 3. Division nach Berlin versetzt und am 16. Juli 1923 mit Rangdienstalter vom 1. Mai 1923 zum Generalmajor befördert. Zum 1. Oktober 1923 kommandierte man Botzheim zunächst zur Inspektion für Waffen und Gerät in das Reichswehrministerium und ernannte ihn am 1. Januar 1924 zum Inspekteur dieser Inspektion. Nachdem er am 1. November 1926 zum Generalleutnant avancierte, war er vom 1. Januar bis zu seiner Verabschiedung am 30. April 1927 Leiter des Prüfwesens im Heereswaffenamt (WaA).
Nach dem Beginn des Zweiten Weltkriegs wurde Botzheim am 19. August 1940 zur Verfügung des Heeres der Wehrmacht gestellt und war zunächst Kommandant des Oflag IV B auf der Festung Königstein. Daran schloss sich vom 10. Februar 1941 bis zum 21. Juni 1942 eine Verwendung als Kommandeur der Kriegsgefangenen im Wehrkreis IV (Dresden) an. Anschließend wurde er in die Führerreserve versetzt und seine Mobilmachungsbestimmung am 31. August 1942 aufgehoben.

### Familie
Botzheim hatte sich am 22. März 1899 in München mit Henriette Freiin von Imhoff (* 1874) verheiratet. Ihr Bruder war der spätere Generalmajor der Luftwaffe Sigmund von Imhoff. Aus der Ehe gingen der Sohn Albert (* 1900) und die Tochter Edith (* 1902) hervor.